# Karl Künstler (SS-Mitglied)
Karl Künstler (* 12. Januar 1901 in Zella; † vermutlich im April 1945 bei Nürnberg) war als SS-Obersturmbannführer Lagerkommandant des Konzentrationslagers  Flossenbürg.

## Leben
Karl Künstler, dessen Vater Barbier war, arbeitete nach dem Abschluss seiner Schullaufbahn gegen den Willen seiner Eltern ab 1915 bei einem Postamt in Kassel. Ab 1919 wurde er Berufssoldat und verpflichtete sich für 12 Jahre bei der Reichswehr, wo er neben diversen Weiterbildungen auch die Heeresfachschule für Verwaltung und Wirtschaft besuchte. Aus seiner 1929 geschlossenen Ehe gingen zwei Kinder hervor. Künstler, der bei der Reichswehr bis zum Feldwebel aufstieg, schied 1931 aus dem Militär aus. Bereits 1931 trat er der SS (SS-Nummer 40.005) und danach zum 1. August 1932 der NSDAP bei (Mitgliedsnummer 1.238.648). Ab 1931 versah er hauptamtlich bei der SS seinen Dienst. In den Jahren 1934 bis 1935 wurde er der SS-Verfügungstruppe in Jüterbog zugeteilt und danach kurzzeitig dem SS-Totenkopfverband Brandenburg. Nach einem 1936 abgeschlossenen Lehrgang in der SS-Junkerschule Bad Tölz wurde er zur SS-Totenkopfstandarte Oberbayern versetzt und stieg im Dezember 1939 zu deren Kommandeur auf.

## KZ-Kommandant
Im Januar 1939 wurde Künstler Lagerkommandant des KZ Flossenbürg, nachdem der vorherige Lagerkommandant Jakob Weiseborn am 20. Januar 1939 Suizid begangen hatte. Unter Künstler, der als willkürlich galt, stiegen die Todesfälle im Lager sprunghaft an. Zudem hatte er Massenexekutionen an polnischen und sowjetischen Häftlingen zu verantworten und führte auch einen zweiwöchigen Sonderurlaub für Wachposten ein, die Häftlinge auf der Flucht erschossen.
Im August 1942 wurde Künstler durch Oswald Pohl von seinem Posten als Lagerkommandant entbunden. Ihm folgte vertretungsweise für zwei Monate der Schutzhaftlagerführer des KZ Flossenbürg, Karl Fritzsch, ehe Egon Zill zum Lagerkommandanten ernannt wurde. Die Gründe für Künstlers Ablösung als Lagerkommandant lagen in seinem ausschweifenden Lebenswandel und seinem chronischen Alkoholmissbrauch. Künstler war, wie auch andere KZ-Kommandanten und Lagerpersonal, in das Visier des SS-Richters Konrad Morgen geraten, der in Sachen Verbrechen und Korruption in den Konzentrationslagern ermittelte und diese Straftatbestände zur Anklage brachte. Danach wurde er zur SS-Division Prinz Eugen strafversetzt und starb wahrscheinlich im April 1945 bei der Schlacht um Nürnberg. Künstler wurde 1949 in Erlangen für tot erklärt.